# Efferia gossei
Efferia gossei är en tvåvingeart som beskrevs av Ellen R. Farr 1965. Efferia gossei ingår i släktet Efferia och familjen rovflugor.
Artens utbredningsområde är Jamaica. Inga underarter finns listade i Catalogue of Life.